# Мурза Ілля Митрофанович
Ілля Митрофанович Мурза (1 вересня 1904, Мангуш — 11 листопада 1983) — Герой Радянського Союзу, в роки радянсько-німецької війни командир 269-го стрілецького полку 136-ї Київської Червонопрапорної ордена Богдана Хмельницького стрілецької дивізії 70-ї армії 2-го Білоруського фронту, підполковник.

## Біографія
Народився 1 вересня 1904 року в селі Мангуш, нині селище міського типу Мангушського району Донецької області України, в сім'ї селянина. Грек. Член ВКП (б) / КПРС з 1940 року. Закінчив Великоанадольський лісовий технікум. Працював лісничим в Часів-Ярському лісництві Донецької області.
У Червоній Армії в 1927—1928 роках, в 1938—1940 роках і з 1941 року. У 1938 році закінчив курси удосконалення командного складу (КУКС). На фронтах радянсько-німецької війни з червня 1941 року. Брав участь у битві за Сталінград.
Відзначився при форсуванні річки Одер 20 квітня 1945 року в районі селища Шенінген (Кам'янець, Польща). Коли радянські війська вийшли до Одеру, І. М. Мурза швидко зумів підготувати свій полк до форсування цієї важливої водної перешкоди. За добу до початку загального наступу він зі своїми підрозділами без втрат переправився через Ост-Одер, потай від противника зосередив сили в районі дамби на південь від Шварце Карце. Слідом за цим у ніч на 20 квітня 1945 року два його батальйони першими на ділянці 70-ї армії без артилерійської підготовки стрімко форсували річку Вест-Одер і захопили плацдарм на її західному березі. Противник, що підготував тут складну і глибоку оборонну лінію, розраховану на тривалий і впертий опір, обрушив на радянських воїнів масований рушнично-кулеметний і артилерійсько-мінометний вогонь, намагався скинути їх із зайнятих позицій. Але радянські воїни вмілим маневром розширили свій плацдарм, вийшли на шосейну дорогу Шепінген — Паргу (в районі на північ від міста Гарц, Німеччина), оволоділи двома важливими висотами і цим допомогли іншим частинам дивізії переправитися на західний берег Одеру, розвиваючи наступ.
Указом Президії Верховної Ради СРСР від 29 червня 1945 року за успішне проведення важливої і складної операції, уміле і мужнє керівництво полком з форсування Одеру і захоплення плацдармів на його західному березі, виявлену при цьому особисту відвагу і мужність, підполковнику Мурзі Іллі Митрофановичу присвоєно звання Героя Радянського Союзу з врученням ордена Леніна і медалі «Золота Зірка» (№ 5531).
Після війни відважний комбат ще певний час залишався в рядах Збройних Сил СРСР на командних посадах. З 1946 року І. М. Мурза — в запасі. Жив у місті Семилуки Воронезької області, був його почесним громадянином. Працював заступником директора заводу вогнетривких матеріалів. Помер 11 листопада 1983 року.

## Нагороди, пам'ять

Обеліск у Мангуші

Нагороджений орденами Леніна, Жовтневої Революції, двома орденами Червоного Прапора, орденами Вітчизняної війни 1-го ступеня, Червоної Зірки, медалями.
Ім'ям Героя названа вулиця в місті Семилуки. На його Батьківщині, в селищі Мангуш, його ім'ям також названа одна з вулиць і селищна Мангушська загальноосвітня школа № 2 (колишня восьмирічна, в якій він колись вчився). 9 травня 2010 року в Мангуші відкрита Алея Слави, де серед інших Героїв встановлено обеліск і Іллі Мурзі.